# Хидашели, Евгений Тарасович
Евгений Тарасович Хидашели (1903 год, Шорапанский уезд, Кутаисская губерния, Российская империя — неизвестно, Зестафонский район, Грузинская ССР) — звеньевой колхоза имени Сталина Зестафонского района, Грузинская ССР. Герой Социалистического Труда (1949).

## Биография
Родился в 1903 году в крестьянской семье в одном из сельских населённых пунктов Шорапанского уезда (сегодня — Зестафонский муниципалитет). После окончания местной сельской школы трудился в сельском хозяйстве. В послевоенное время возглавлял звено виноградарей в колхозе имени Сталина Зестафонского района.
В 1948 году звено под его руководством собрало в среднем с каждого гектара по 113,5 килограмм винограда шампанских вин на участке площадью 4 гектара. Указом Президиума Верховного Совета СССР от 9 августа 1949 года удостоен звания Героя Социалистического Труда за «получение высокого урожая винограда в 1948 году» с вручением ордена Ленина и золотой медали «Серп и Молот» (№ 4380).
Проживал в Зестафонском районе. Дата его смерти не установлена.